# Vordertaunus
Als Vordertaunus wird innerhalb des hessischen Mittelgebirges Taunus (Haupteinheitengruppe 30) das Gebiet bzw. der Naturraum südlich des Hohen Taunus (301) bezeichnet. Der entsprechende dem Taunushauptkamm vorgelagerte Naturraum wird in der Landeskunde auch als Vortaunus bezeichnet.

## Geographie
Im Gegensatz zum nördlich des siedlungsfreien, bewaldeten Taunushauptkamms gelegenen Hintertaunus ist der Vordertaunus eine dicht besiedelte, großstädtisch geprägte Region. Die bebauten Flächen der Städte gehen teilweise nahtlos ineinander über oder sind nur durch schmale unbebaute Streifen („Regionale Grünzüge“) voneinander getrennt.
Die Bebauung besteht überwiegend aus typisch suburbanen Einfamilien- und Reihenhäusern. Die Siedlungsfläche liegt auf einer Höhe zwischen etwa 100 m ü. NN (Maintaunus-Ebene) und 400 m ü. NN, die höherliegenden Hänge werden fast vollständig von Wald eingenommen.
Zum Vordertaunus gehören die Städte des ehemaligen Obertaunuskreises, also der südlich des Taunuskamms gelegene Teil des heutigen Hochtaunuskreises (Friedrichsdorf, Bad Homburg vor der Höhe, Oberursel (Taunus), Steinbach (Taunus), Glashütten, Kronberg im Taunus und Königstein im Taunus) sowie die nicht am Main gelegenen Städte und Gemeinden des Main-Taunus-Kreises (Eschborn, Schwalbach am Taunus, Sulzbach (Taunus), Bad Soden am Taunus, Liederbach am Taunus, Kelkheim (Taunus), Eppstein, Kriftel und Hofheim am Taunus).

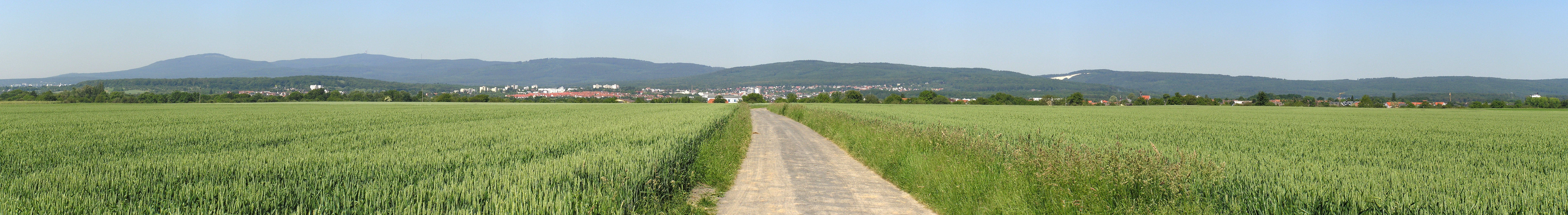
Der Vordertaunus in der Nähe von Friedrichsdorf aus gesehen

Im geographischen Sinne gehört auch die Stadt Wiesbaden zum Vordertaunus, und die Sozialstruktur in den Stadtteilen am Südhang des Gebirges ähnelt durchaus der in den genannten Gemeinden, im allgemeinen Sprachgebrauch versteht man unter dem Begriff jedoch nur den westlichen Teil des Frankfurter „Speckgürtels“ ohne die Landeshauptstadt.
Die unmittelbare Nachbarschaft zum Frankfurter Stadtgebiet macht den sonnenreichen Südhang des Taunus zu einem beliebten Wohngebiet der Oberschicht. Der Vordertaunus ist neben dem Münchener Süden die reichste Region in Deutschland. Als teuerste Wohngebiete gelten dabei u. a. Bad Homburg vor der Höhe, Kronberg im Taunus, Königstein im Taunus und Bad Soden am Taunus.
Bad Homburg ist außerdem die größte der Vortaunusstädte und ein wichtiges suburbanes Zentrum für den nördlichen Teil des Vordertaunus. Das traditionelle Zentrum des südlichen Teils ist Frankfurt-Höchst, von wo drei in den Vortaunus führende Regional- und S-Bahn-Strecken ausgehen und wo sich bis 1987 Parlament und Kreisverwaltung des Main-Taunus-Kreises befanden. Höchst selbst liegt jedoch am Main und ist auch von der Wirtschafts- und Bewohnerstruktur nicht mit den genannten Gemeinden vergleichbar.

### Naturräumliche Gliederung

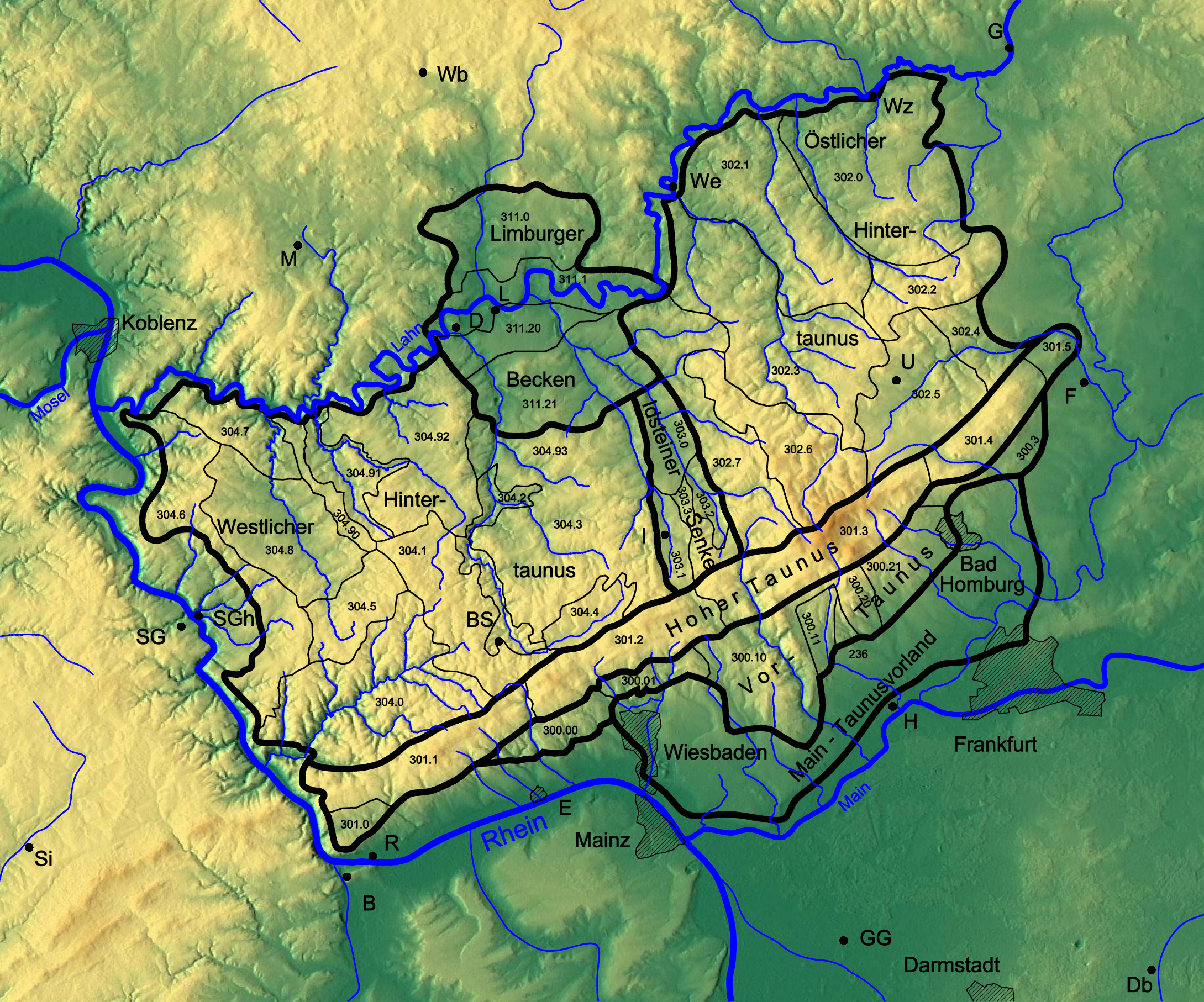
Naturräumliche Gliederung des Taunus

Der Vordertaunus (Vortaunus) gliedert sich naturräumlich wie folgt.
- 300 Vortaunus (218,90 km²)
  - 300.0 Rheingau-Wiesbadener Vortaunus (47,04 km²)
    - 300.00 Rheingau-Vortaunus (28,00 km²)
    - 300.01 Wiesbadener Vortaunus (19,04 km²)

  - 300.1 Eppsteiner-Hornauer Vortaunus (101,66 km²)
    - 300.10 Eppsteiner Horst (82,98 km²)
    - 300.11 Hornauer Bucht (18,68 km²)

  - 300.2 Altkönig Vorstufe (48,49 km²)
    - 300.20 Königsteiner Taunusfuß (18,29 km²)
    - 300.21 Kronberger Taunusfuß (30,20 km²)

  - 300.3 Homburger Vortaunus (21,71 km²)

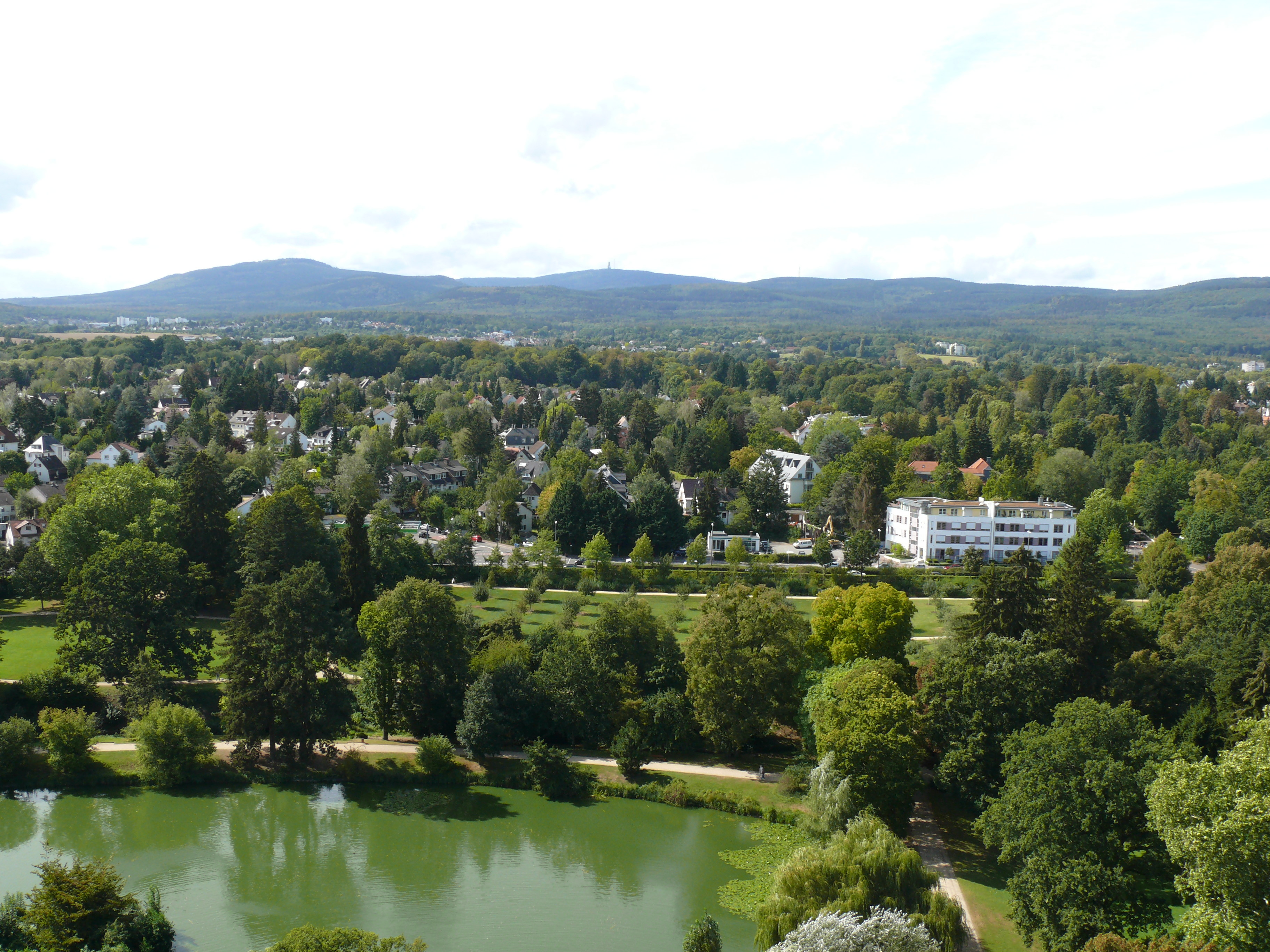
Der Vordertaunus vom ’’Weißen Turm’’ aus gesehen

## Klima
Das Gebiet des Vordertaunus ist im Gegensatz zum kühleren und feuchteren Hintertaunus klimatisch begünstigt. Die Klimagunst des Vordertaunus, der Main-Taunus-Ebene samt dem Rheingau ergibt sich aus der Öffnung des Raumes nach Süden und Westen. Das Taunusvorland und der Rheingau zählen zur Oberrheinebene, die sich in der Wetterau fortsetzt. Der Taunuskamm, der sich nach Nordwesten und Norden als offene Flanke darstellt, kann als eine Art Klimascheide angesehen werden, wobei vor allem auch die Höhenlage ihren Einfluss ausübt.
Die Jahresmitteltemperatur im Vordertaunus und Main-Taunusland liegt zwischen 9 und 10 °C. In nördlicher Richtung zum Taunuskamm nehmen die Temperaturwerte mit zunehmender Höhenlage kontinuierlich ab.
Bei der Zahl der Sommertage ergibt sich auch ein deutlicher Unterschied. Auf das Gebiet südlich des Taunuskamms entfallen 35 bis 55 Sommertage. Die mittlere tägliche Sonnenscheindauer beträgt in den südlich des Taunuskamms gelegenen Teilbereichen 7,4 bis 7,5 Stunden.
Das Gebiet von der Wetterau bis in die Oberrheinische Tiefebene weist mehr kontinentale Züge auf, d. h. relativ trockene Sommer und feuchte, mildere Winter. Es fallen hier nur etwa 550–600 mm Jahresniederschlag. Im Bereich der höher gelegenen Taunushänge, im Vordertaunus, steigen sie auf 650–700 mm.

## Geschichte
Der Vordertaunus ist eine alte Kulturlandschaft mit traditionell hoher Siedlungsdichte. Die Mehrzahl der Orte wurde in fränkischer (karolingischer) Zeit, also im 8. und 9. Jahrhundert gegründet. Die meisten heute noch selbständigen Orte erhielten bereits im Mittelalter das Stadtrecht (Homburg, Oberursel, Kronberg, Königstein, Eppstein und Hofheim) und können heute mit ihren gut erhaltenen Altstädten ein attraktives Stadtbild vorweisen. In Kronberg, Falkenstein, Königstein und Eppstein gibt es mittelalterliche Burgen, das Homburger Schloss war sogar noch bis Mitte des 19. Jahrhunderts Residenz eines unabhängigen Staates, der Landgrafschaft Hessen-Homburg. Administrativ gehörte der größte Teil der Region in der frühen Neuzeit zu Kurmainz und nach dem Wiener Kongress zum Herzogtum Nassau, das 1866 an Preußen fiel und 1945 im heutigen Land Hessen aufging. Die kleinen Städtchen und Dörfer der Region lebten meist von der Land- und Forstwirtschaft und vom Obstanbau (bis heute prägen Wald und Streuobstwiesen den unbebauten Teil der Landschaft).
Doch bereits im späten 19. Jahrhundert entwickelten sich Kronberg, Homburg und Königstein zu beliebten Villenvororten der schnell wachsenden Großstadt. 1852 eröffnete in Homburg eine Spielbank, die zusammen mit der seit 1860 bestehenden Eisenbahnverbindung zum Aufstieg Homburgs zur international bedeutenden Kurstadt beitrug. Auch das bereits 1847 an das Eisenbahnnetz angeschlossene Soden gehörte im 19. Jahrhundert zu den großen europäischen Heilbädern, ebenso die nahegelegenen Städte Wiesbaden und Bad Nauheim.
Schüler des Frankfurter Städelschen Kunstinstituts gründeten 1858 die Kronberger Malerkolonie, die ebenfalls zur Aufwertung des Vordertaunus beitrug, einige Künstler ließen sich sogar für den Rest ihres Lebens in Kronberg nieder. 1868 gründeten Frankfurter Naturfreunde an dem Großen Feldberg den Taunusklub, der bis heute einer der größten Wandervereine in Deutschland ist.
Auch das Kaiserhaus unterstützte diesen Prozess: Wilhelm II. wählte das Homburger Schloss zu seiner Sommerresidenz, seine Mutter Victoria das Kronberger Schloss Friedrichshof zu ihrem Witwensitz.
Die Entwicklung zu einer dichtbebauten Vorstadtlandschaft, wenn auch einer der attraktivsten ihrer Art, begann mit Einsetzen der Suburbanisierung um 1960, als aufgrund des gestiegenen allgemeinen Wohlstands und der Massenmotorisierung große Nachfrage nach Eigenheimen „im Grünen“ entstand, die durch die verbesserten Verkehrsverhältnisse auch weiter als bisher von den Frankfurter Arbeitsstätten entfernt sein konnten. Zwischen 1960 und 1980 wuchsen manche Vordertaunusgemeinden auf das Dreifache ihrer Größe an. Seit Mitte der 1980er Jahre ist eine gewisse Sättigung erreicht, die Gemeinden wachsen nur noch langsam, da nur noch wenige neue Bauflächen ausgewiesen werden. Die Verknappung des Baulandangebots führte jedoch in diesem ohnehin begehrten Wohngebiet zu immer weiter steigenden Bodenpreisen, die Wohnungsmieten im Vordertaunus liegen heute teilweise über denen in Frankfurter Innenstadtbezirken.

## Verkehr

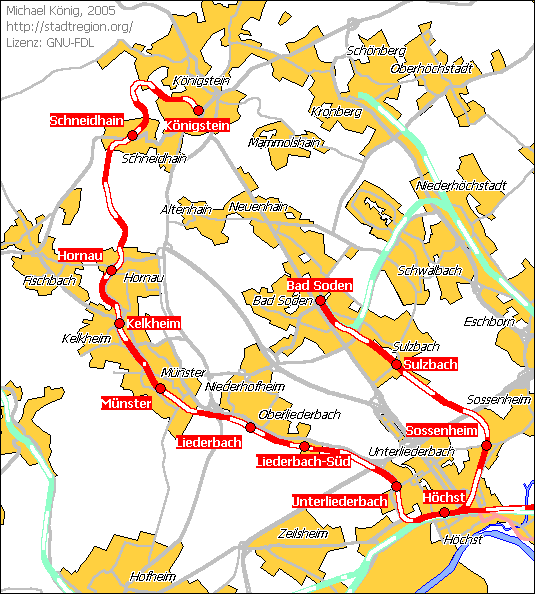
Im zentralen Vordertaunus verkehren zwei Linien der FKE (rot) und zwei S-Bahnlinien (grün)

Alle Vordertaunusgemeinden besitzen Anschluss an die Frankfurter S-Bahn oder an die Vorortzüge der Frankfurt-Königsteiner Eisenbahn (FKE). Die U-Bahn Frankfurt bedient außerdem zwei Strecken einer ehemaligen privaten Eisenbahngesellschaft, der Frankfurter Lokalbahn, die von Frankfurt-Heddernheim aus nach Bad Homburg und nach Oberursel führen. Insgesamt sind die Stadt Frankfurt und die Taunusvororte durch acht Schienenstrecken miteinander verbunden. Es gibt jedoch kaum Querverbindungen der Vortaunusgemeinden untereinander. Diesem Mangel sollte am Anfang des 20. Jahrhunderts durch eine Einschienenbahn am Taunusrand abgeholfen werden. Die Pläne wurden aber nicht verwirklicht, ebenso wenig wie – bisher – das Projekt Regionaltangente West, das eine Schienenverbindung zwischen den beiden Subzentren Bad Homburg und Frankfurt-Höchst sowie dem Flughafen herstellen sollte.
Die Schienenstrecken von Frankfurt in den Vordertaunus entstanden teilweise sehr früh: die Sodener Bahn bereits 1847, die Homburger Bahn 1860 und die Kronberger Bahn 1874. Die überregional bedeutsamere Main-Lahn-Bahn (über Hofheim nach Limburg) folgte dagegen erst 1877. Die Königsteiner Bahn kam 1901 hinzu. Die Frankfurter Lokalbahn AG eröffnete 1899 eine Dampfbahn von Oberursel bis Hohemark und 1910 elektrische Vorortbahnen von Frankfurt nach Bad Homburg und Oberursel. In jüngerer Zeit (1972) entstand noch die Limesbahn nach Schwalbach und Bad Soden. Von 1899 bis 1971 fuhren in Bad Homburg außerdem Straßenbahnen.
Dem Straßenverkehr stehen dagegen zahlreiche Möglichkeiten zur Verfügung: Als Radialen ins Frankfurter Stadtzentrum führen die Stadtautobahnen A 661 (Bereich Bad Homburg/Oberursel), L 3005 (Bereich Kronberg, Eschborn, Schwalbach) und B 8 (Bereich Königstein, Kelkheim, Bad Soden), als leistungsfähige Querverbindungen dienen die Autobahnen A 66/A 5 am „unteren“ sowie die B 455 am „oberen“ Rand des Siedlungsbands, ergänzt durch dazwischen verlaufende Parallelen wie die L 3014 („Limesspange“) von Kelkheim bis Eschborn oder die L 3015 von Bad Soden nach Oberursel.

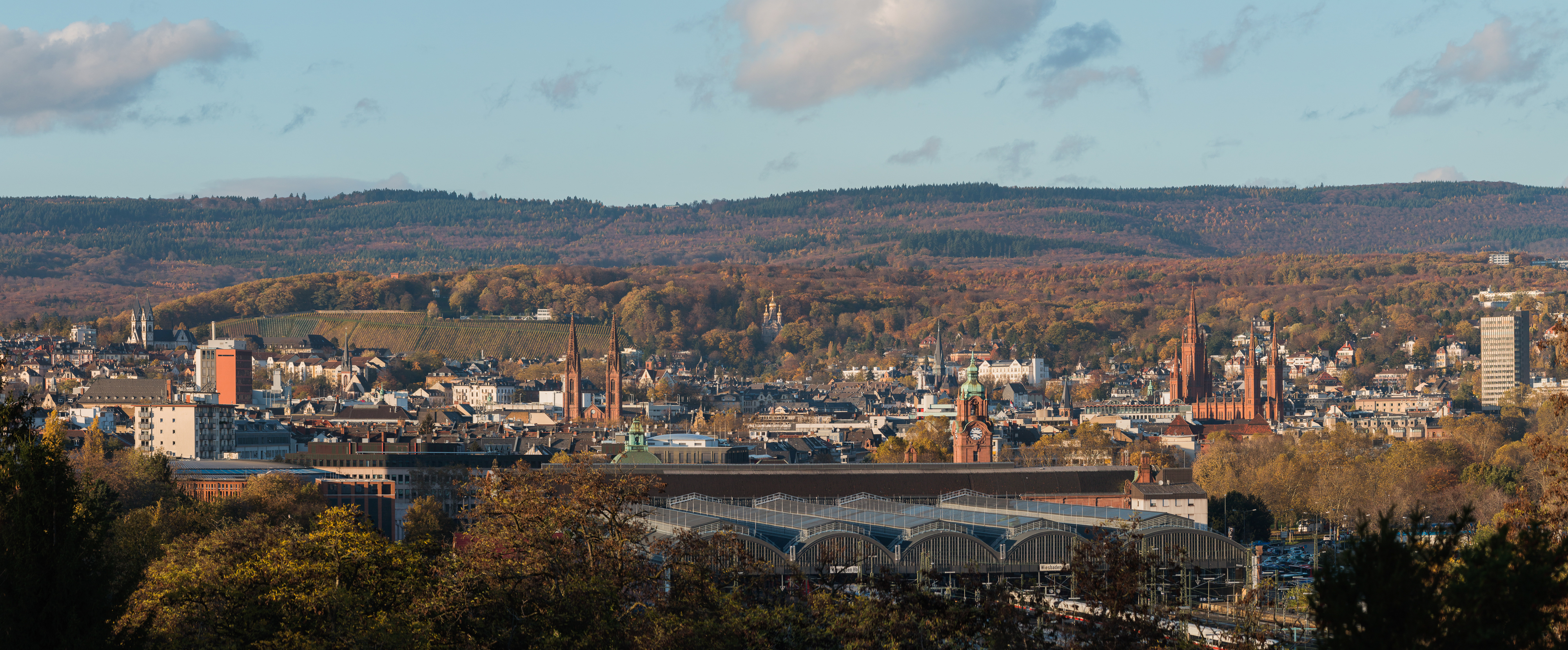
Der Neroberg im Vordertaunus und der Taunushauptkamm bei Wiesbaden
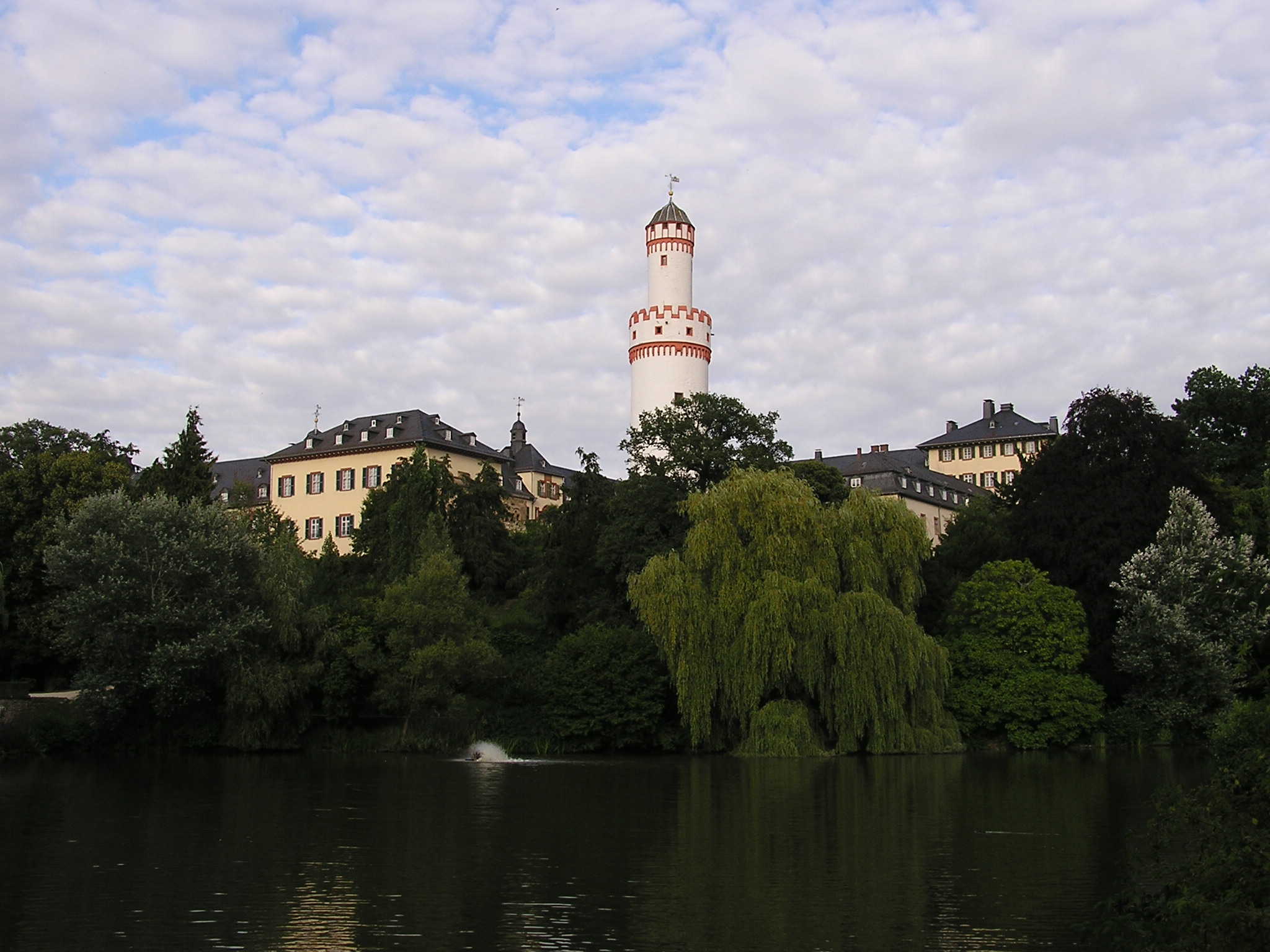
Schloss Bad Homburg
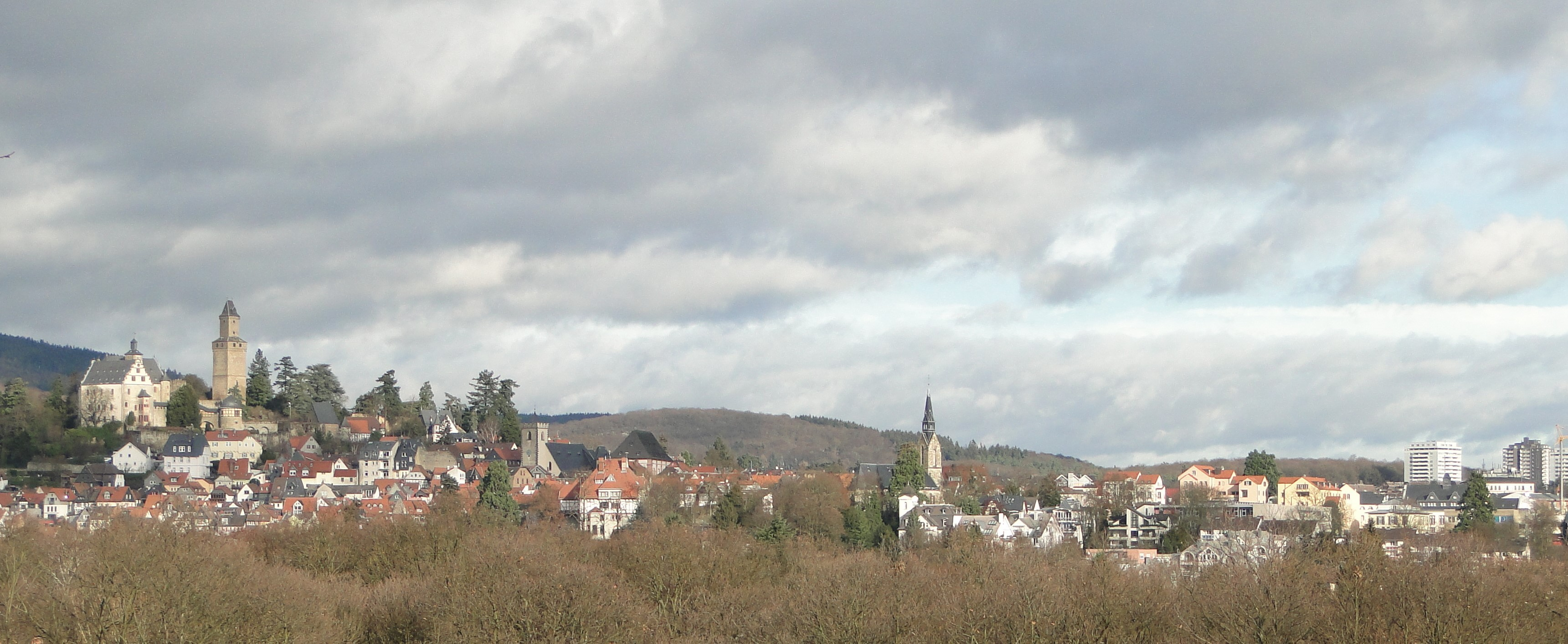
Kronberg im Taunus mit Burg
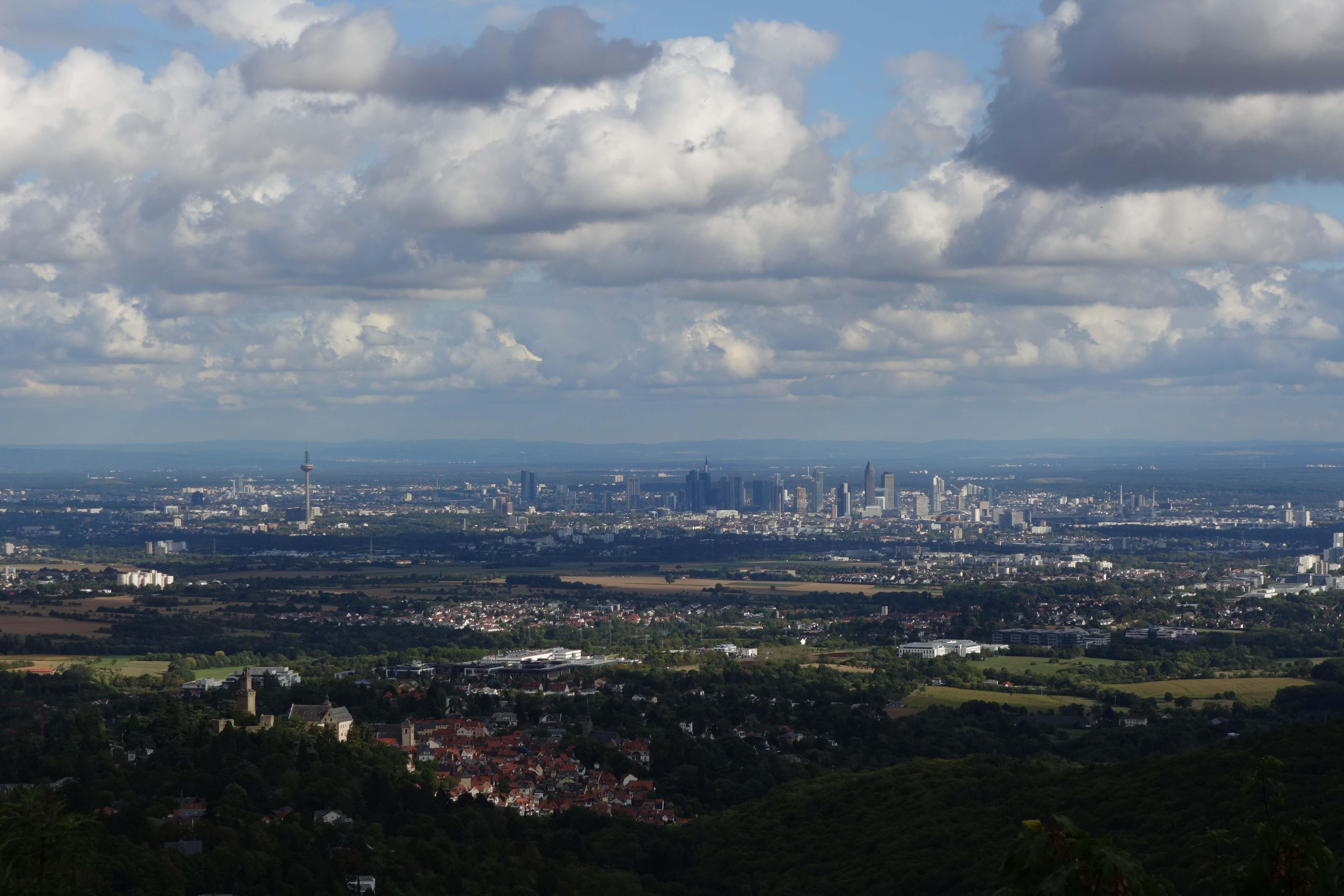
Blick von der Burgruine Falkenstein auf Kronberg (im Vordergrund), darüber von links Steinbach und Eschborn sowie dahinter Frankfurt und die Untermainebene
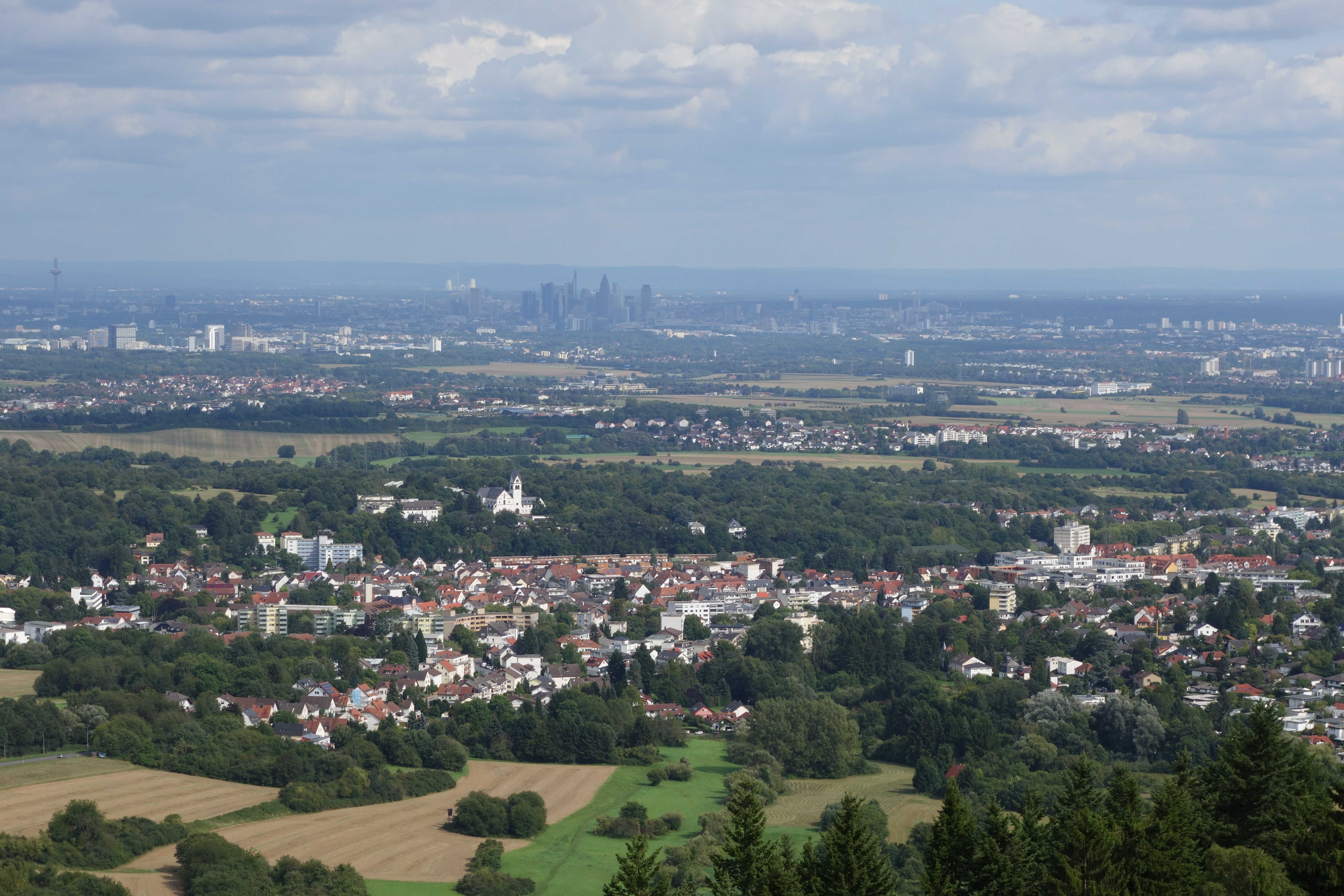
Blick vom Staufen über Kelkheim sowie dahinter Liederbach, Bad Soden, Sulzbach und Eschborn bis Frankfurt am Main
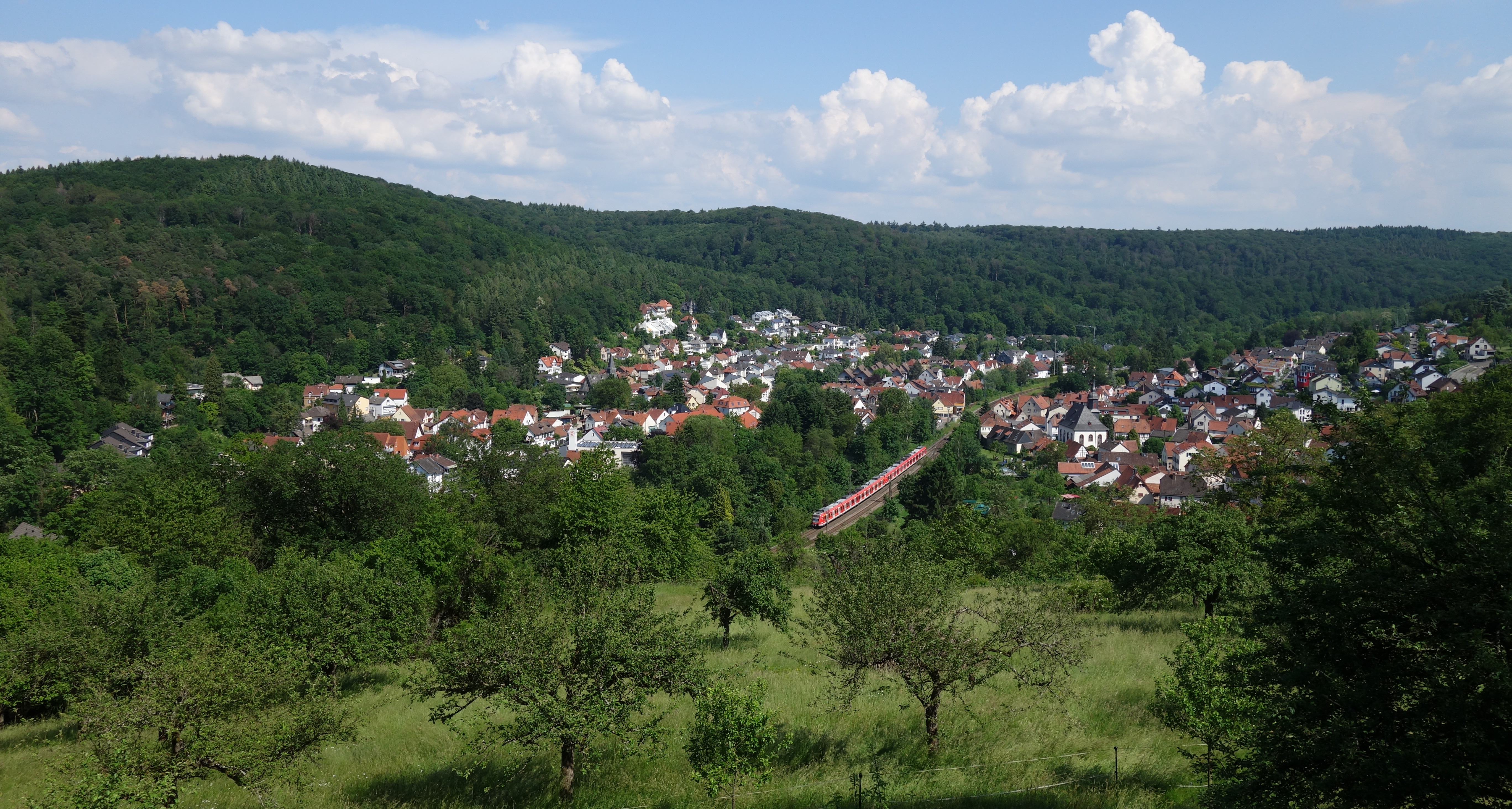
Blick auf Lorsbach vom Turm am Ringwall. Oben links der 308 m hohe Lorsbacher Kopf.
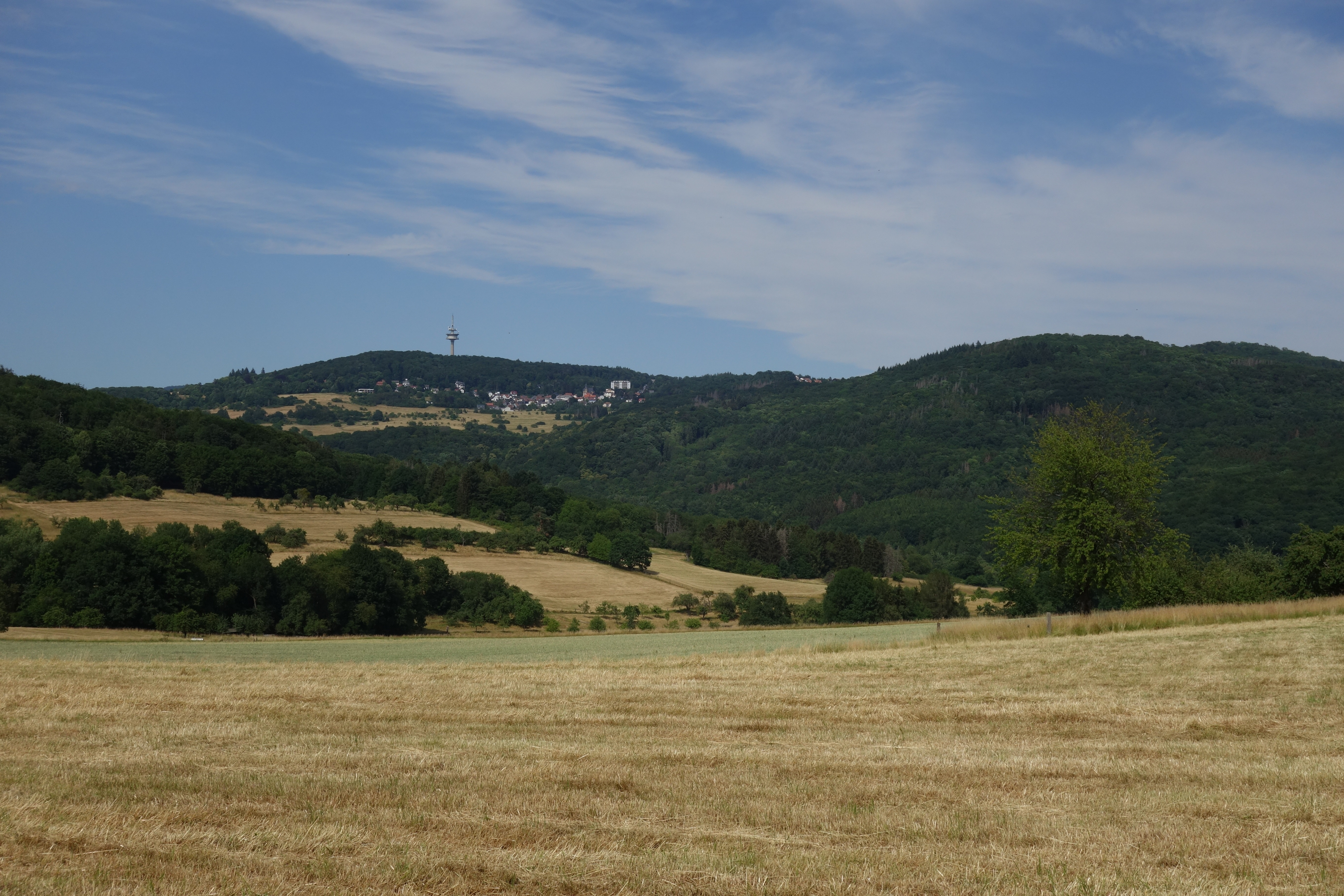
Blick von Südwesten auf die bewaldete Rossert-Nebenkuppe Hainkopf (rechts) sowie Atzelberg samt Fernmeldeturm und den Ort Eppenhain (links), die bereits zum Hohen Taunus gehören